# Jean Bastide
Pour les articles homonymes, voir Jean Bastide (dessinateur) et Bastide.
Jean Bastide est un homme politique, médecin et résistant français, né le 7 octobre 1905 à Anduze et mort le 25 octobre 1996 au Grau-du-Roi.

## Biographie
Il est issu d'une famille d'instituteur protestants. Son père, Rossel Bastide, meurt en 1915, lors de la Première Guerre mondiale. Il est le frère de Maurice Bastide.
Il entre au lycée de Nîmes puis fait des études de médecine. Il devient dès 1933 directeur du Centre héliomarin du Grau-du-Roi.
La même année, il adhère à la SFIO et est initié à la loge l'Écho du Grand Orient de Nîmes.
Avec Léon Blum, il est l'un des partisans de la guerre contre les pacifistes, majoritaires à la SFIO. Il s'engage alors dans la Résistance dès 1940, prend la tête de la direction départementale des Mouvements unifiés de la Résistance (1943-1944).
Il fut également chargé par le Comité local de Libération d'organiser la médecine dans le maquis.
Aux cantonales de 1945, il est élu conseiller général du canton d'Aigues-Mortes. Il est réélu en 1949 et 1955, mais est battu aux élections de 1961 par André Fabre. Il est alors à l'origine de Port-Camargue, qui deviendra le plus grand port de plaisance d'Europe.
Favorable à la reconnaissance du « fait national algérien », il s'oppose à la politique du gouvernement de Guy Mollet. Il milite pour le « non » au Référendum de 1958 et est un membre fondateur du Parti socialiste autonome (PSA), dont il sera responsable départemental et fédéral.
Il rejoint ensuite le PSU : il est secrétaire de la fédération gardoise (1960-1962) et membre du comité politique national. Mais il claque la porte et revient à la SFIO en 1962. Au Congrès d'Épinay, il soutient la motion Mermaz; il est ensuite nommé premier secrétaire du PS dans le Gard.
Il est élu maire du Grau-du-Roi en mars 1965 et le restera 18 ans, jusqu'en 1983.
Il est élu député de la deuxième circonscription du Gard en 1973, en écartant au premier tour Bernard Deschamps et en battant au second tour le sortant Jean Poudevigne. Son suppléant est Jean Carreyron, maire de Sauzet et conseiller général du canton de Saint-Chaptes. Il le reste jusqu'en 1978, date à laquelle Bernard Deschamps lui succède.

## Mandats
- Conseiller général du canton d'Aigues-Mortes (1945-1961, 1969-1973)
- Maire du Grau-du-Roi (1965-1983)
- Député de la 2e circonscription du Gard (1973-1978)

## Distinctions
- Chevalier de la Légion d'honneur
- Médaille de la Résistance française (15 octobre 1945)[2]

## Œuvre
- Profession de foi d’un enfant du siècle, La Mirandole, 1995